# Ruth Harrison
Pour les articles homonymes, voir Harrison.
Ruth Harrison, née Winsten le 24 juin 1920 à Londres et morte le 13 juin 2000 dans la même ville, est une autrice et militante britannique du bien-être des animaux exploités pour la production de nourriture.

## Biographie
Ruth Winsten naît le 24 juin 1920 à Londres. Elle est la fille de l'auteur Stephen Winsten (en) et de la peintresse et sculptrice Clara Birnberg (en). Elle suit des études au Bedford College à Londres. En tant que quaker et objectrice de conscience pendant la Seconde Guerre mondiale (suivant ainsi la position de son père pendant la Première Guerre mondiale), elle sert dans l'Unité d'ambulance des Amis, unité d'ambulanciers volontaires fondée par des membres britanniques de la Société religieuse des Amis (quakers), d'abord à Hackney, puis auprès de personnes déplacées dans le land allemand de Schleswig-Holstein et à Bochum. Ruth Winsten épouse l'architecte Dex Harrison en 1954.
En 1964, elle publie Animal Machines, qui décrit l'élevage intensif de volaille et de bétail. Le livre aurait révélé au grand public les souffrances infligées aux animaux exploités pour la production de nourriture par l'agriculture industrialisée,. Ce livre incite le gouvernement britannique à nommer un comité présidé par Francis Brambell pour enquêter sur le bien-être des animaux d'élevage. En 1965, le Rapport Brambell est publié et décrit les cinq libertés (en). Le livre d'Harrison est publié dans sept pays et inspire la rédaction de la Convention européenne sur la protection des animaux dans les élevages. 
Elle siège au Farm Animal Welfare Advisory Committee (comité du bien-être des animaux d'élevage du gouvernement britannique). En 1986, elle est faite officier de l'Empire britannique (OBE).
Le philosophe australien Peter Singer a déclaré que la lecture d'Animal Machines avait été importante dans sa conversion au végétarisme et pour la rédaction de son livre La Libération animale,.
Elle meurt le 13 juin 2000 à Londres.

## Publications
- (en) Animal Machines : The New Factory Farming Industry  (préf. Rachel Carson), CABI Publishing, 2013 (1re éd. 1964), 224 p. (ISBN 978-1-780-64284-0, lire en ligne)
- (en) « Case Study: Farm Animals », dans R. J. Berry, Environmental Dilemmas: Ethics and Decisions, Springer, 1993 (ISBN 978-0-585-36577-0, lire en ligne)